# St. Wenzel (Barnstädt)

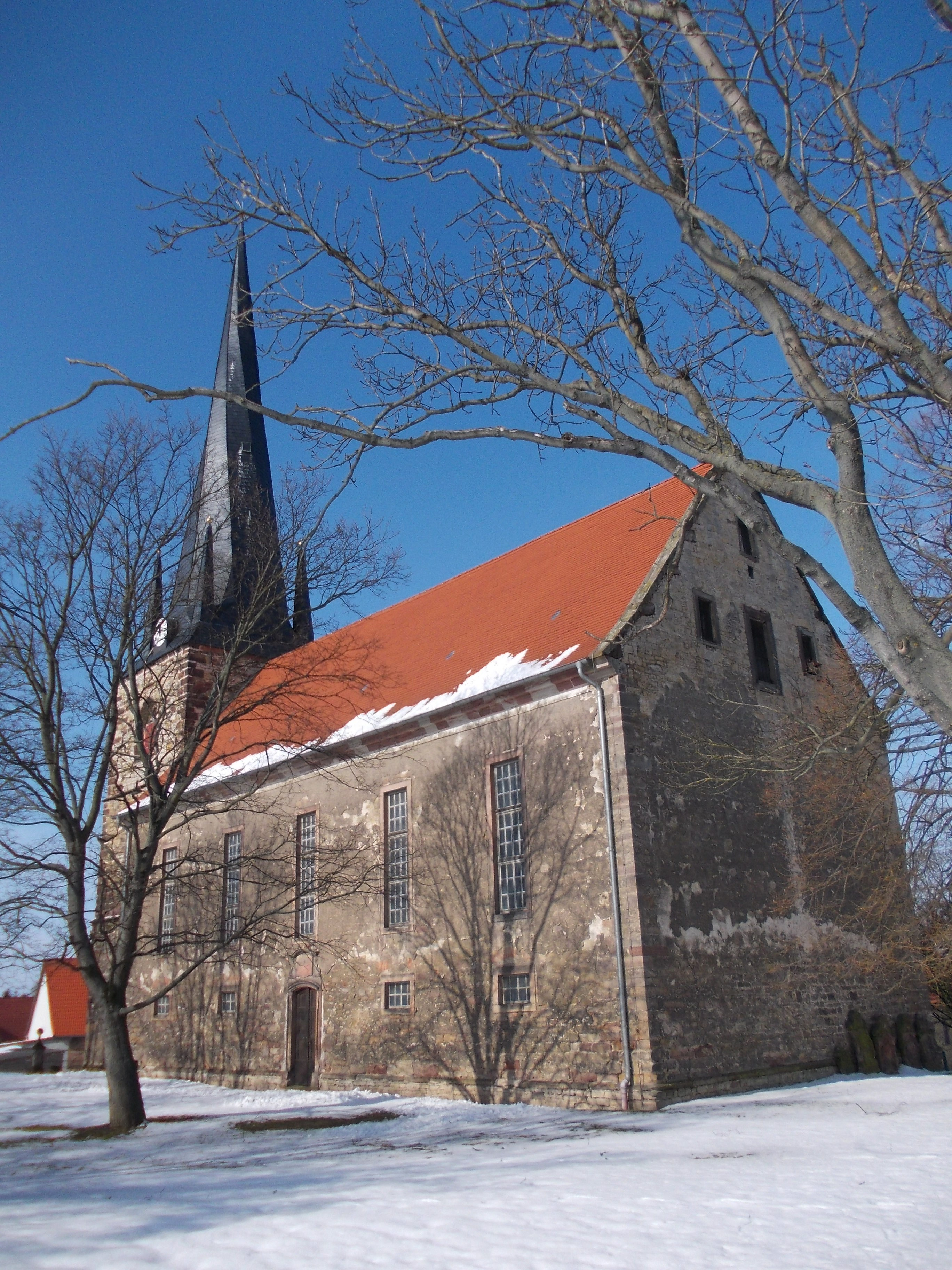
St. Wenzel in Barnstädt

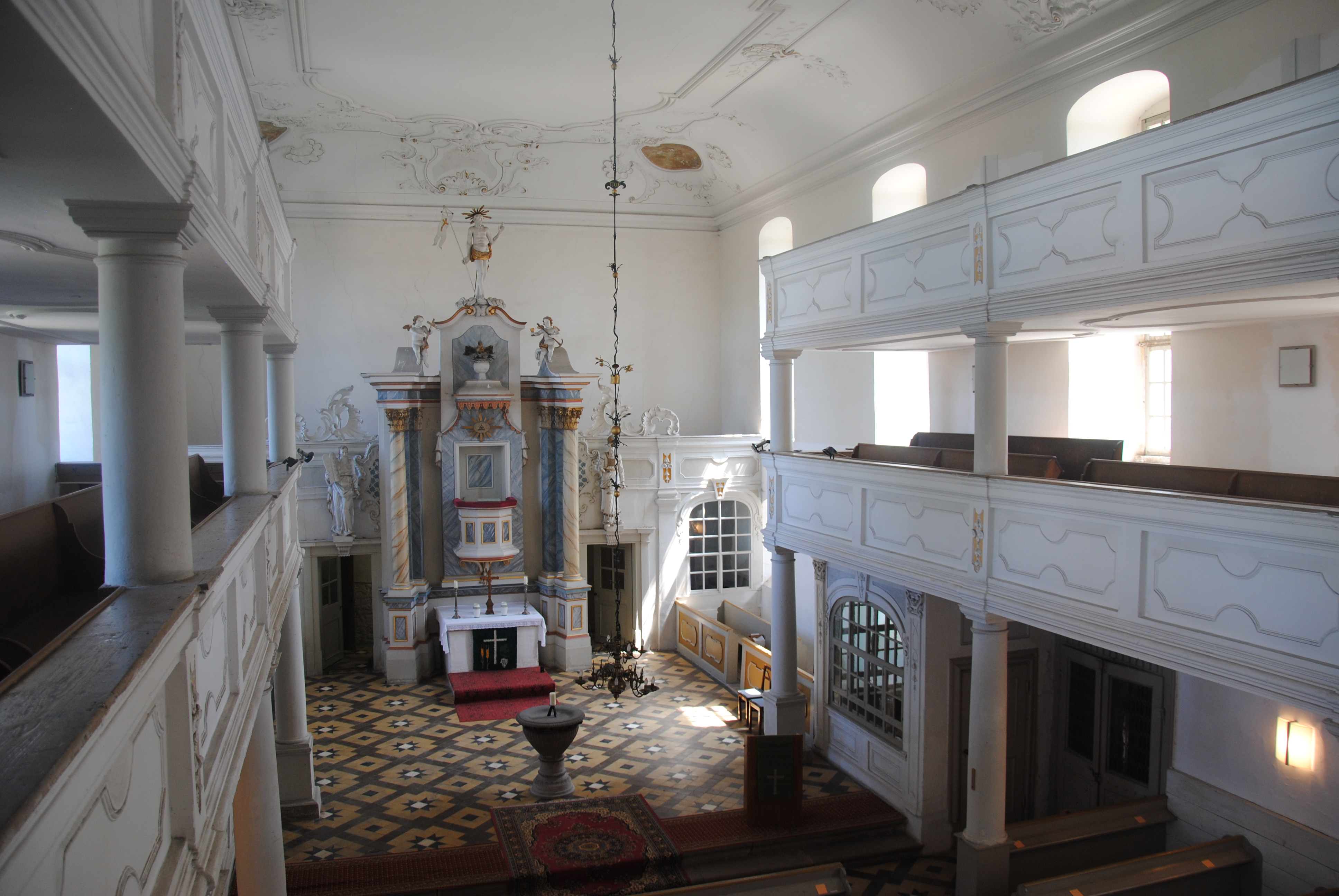
Blick in den Innenraum der Kirche

St. Wenzel (im Volksmund auch „Barnstädter Dom“ genannt) ist eine denkmalgeschützte evangelische Kirche in der Gemeinde Barnstädt in Sachsen-Anhalt. Im örtlichen Denkmalverzeichnis ist sie unter der Erfassungsnummer 094 05899 als Baudenkmal verzeichnet.

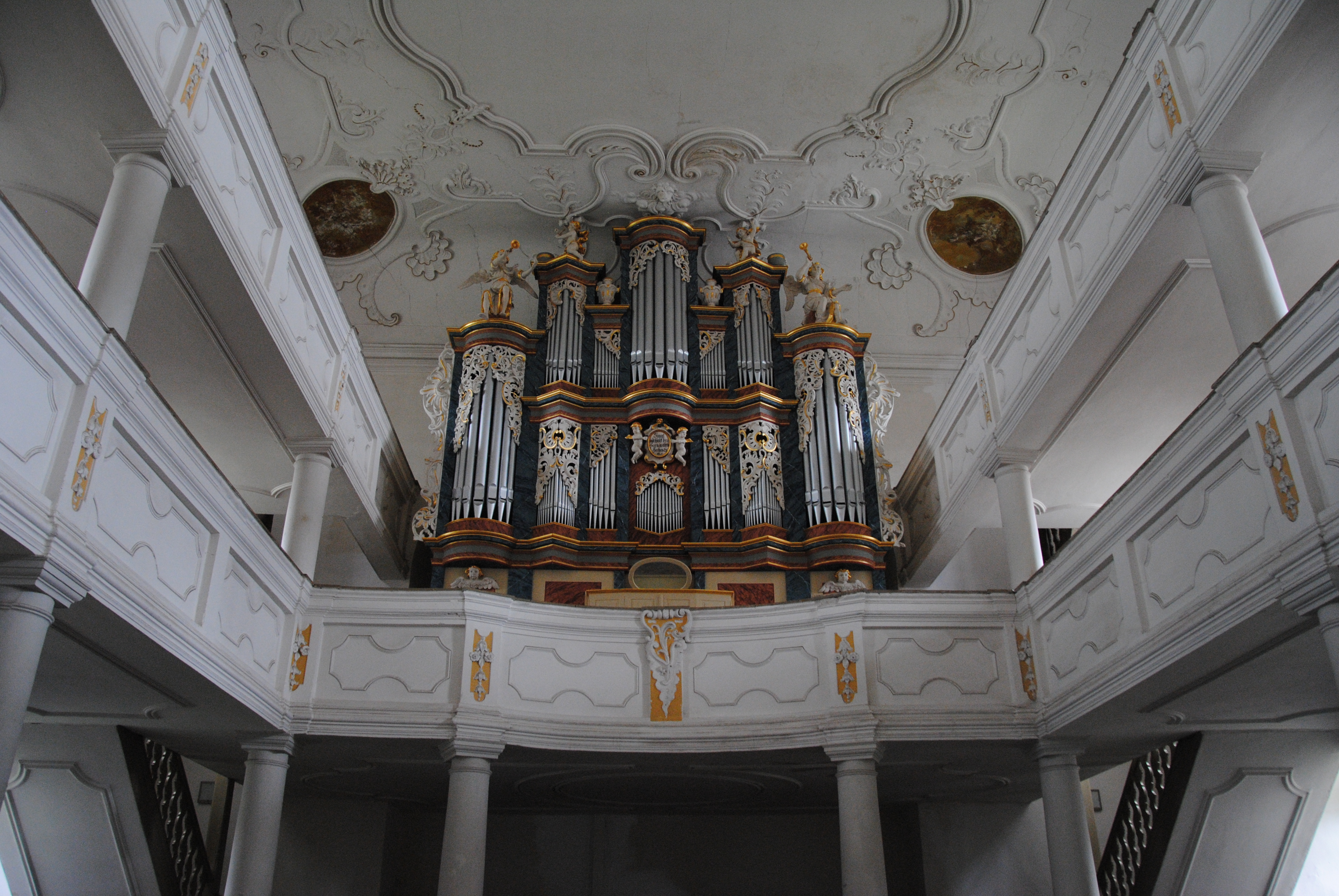
Barnstädt, Orgelprospekt

## Kirche
Die genaue Entstehungszeit der auf einem Hügel stehenden und dem Heiligen Wenzel geweihten Kirche ist unbekannt. Ein gelber Sandstein im Turm mit der Jahreszahl 1172 könnte auf einen Vorgängerbau hinweisen. Im Kern handelt es sich um einen spätgotischen Bau, von dem der 54 Meter hohe quadratische Westturm erhalten blieb und dessen Besonderheit die gewundene verschieferte Spitze ist. Im Erdgeschoss des Turms befindet sich ein Kreuzgratgewölbe, im Glockengeschoss spätgotische Maßwerkfenster.
1748 wurde die Kirche umgebaut, so dass das heutige Erscheinungsbild vom Barock geprägt ist. Aus diesem Jahr stammt das große rechteckige Schiff mit der stuckierten Muldendecke mit Bandelwerk. An den Längswänden wurden zweigeschossige hölzerne Emporen eingebaut. Der hölzerne Kanzelaltar wie auch der kelchförmige Taufstein stammen ebenfalls aus dem 18. Jahrhundert. Bemerkenswert sind zwei Pastorenbildnisse aus der gleichen Zeit in der Sakristei.
Ein größerer Friedhof umgab früher die Kirche; davon sind heute noch einige barocke und klassizistische Grabsteine an der Kirchenmauer erhalten geblieben. Auch drei Denkmäler befinden sich darunter.

## Orgel
Die große Orgel, deren Prospekt heute noch vorhanden ist, wurde 1750–1753 mit einem Manual und Pedal durch den Orgelbauer Johann Christoph Mocker II. in Roßleben gefertigt, der Prospekt zeigt musizierende Engel und Ornamentwangen. Die heutige Orgel wurde 1862–63 durch Wilhelm Hellermann aus Querfurt mit 25 Registern, mechanischen Trakturen und drei Manualen erbaut. 2010/2011 erfolgte eine fachgerechte Sanierung durch Rösel & Hercher aus Saalfeld.

## Glocken
Bedeutsam ist auch das Geläut von vier Bronzeglocken, von denen zwei aus dem Mittelalter (12./13. Jahrhundert) stammen und zu den ältesten erhaltenen Kirchenglocken Mitteldeutschlands zählen. Die zwei kleinen Glocken, auch „Bimmeln“ genannt, wurden in Bienenkorb- und Zuckerhutform gegossen. Im 13. Jahrhundert wurde ebenfalls die große Glocke (Nominal fis′) durch einen unbekannten Gießer erschaffen. 1969 erhielt die Kirche eine vierte Glocke, die aus der aufgegebenen Kirche St. Nikolai Obhausen stammt. Sie wurde 1746 durch den Gießer Martin Heintze/Leipzig geschaffen und erklingt im Nominal a′. Nur die große Glocke ist heute elektrifiziert. Die Tonfolge lautet fis′ – a′ – a″ – h″. Das Geläut zählt zu den klanglich interessantesten Mitteldeutschlands.

## Denkmäler

### Lutherstein
Bei einer aus rötlichem Sandstein bestehenden Stele westlich der Kirche handelt es sich laut dem Buch Denkmale aus Geschichte und Natur der Region Querfurt aus dem Jahr 1933 um einen Lutherstein. Die Stele ist vom Barock geprägt und entstand wohl im 18. Jahrhundert zu Ehren Martin Luthers. Die Inschrift auf der Stele ist nicht mehr lesbar. Das genaue Datum der Errichtung des Denkmales ist nicht bekannt.

### Kriegerdenkmal Deutsch-Französischer Krieg
Zur Erinnerung an die Gefallenen des Deutschen Kriegs und des Deutsch-Französischen Kriegs wurde in Barnstädt am 9. April 1872 ein Kriegerdenkmal eingeweiht. Es handelt sich dabei um eine Stele. Die Inschriften der Stele sind heute kaum lesbar.